# Trauma (album de DJ Quik)
Pour les articles homonymes, voir Trauma.
Albums de DJ Quik
Platinum & Gold Collection
(2004) Greatest Hits: Live at the House of Blues
(2006)
Singles
1. Black Mercedes
Sortie : 15 avril 2005
2. Fandango
Sortie : 30 juin 2005
3. Get Down
Sortie : 9 août 2005
4. Ladies & Thugs
Sortie : 21 décembre 2005

Trauma est le septième album studio de DJ Quik, sorti le 13 septembre 2005.
L'album s'est classé 1er au Top Independent Albums, 13e au Top R&B/Hip-Hop Albums et 43e au Billboard 200.
Une version instrumentale a été publiée le 6 décembre 2005.

## Liste des titres
| No  | Titre                                                  | Contient un (des) sample(s) de                                                                                            | Durée |
| --- | ------------------------------------------------------ | --- | ----- |
| 1.  | Doctor's Office (Intro)                                | | 0:19  |
| 2.  | Intro for Roger                                        | | 2:58  |
| 3.  | Fandango (featuring B-Real)                            | | 3:36  |
| 4.  | Till Jesus Comes                                       | | 3:04  |
| 5.  | Black Mercedes (featuring Nate Dogg)                   | | 3:56  |
| 6.  | Get Up (featuring The Game et AMG)                     | | 3:07  |
| 7.  | Get Down (featuring Chingy)                            | | 3:07  |
| 8.  | Ladies & Thugs (featuring Wyclef Jean)                 | | 3:47  |
| 9.  | Catch 22                                               | | 3:33  |
| 10. | Indiscretions in the Back of the Limo (featuring T.I.) | | 3:44  |
| 11. | Pacific Coast Remix (featuring Ludacris et Kimmi J.)   | California Love de 2Pac featuring Dr. Dre et Roger Troutman Spur of the Moment de Ludacris featuring DJ Quik and Kimmi J. | 4:20  |
| 12. | Quikstrumental (Quik's Groove 7) (featuring Jodeci)    | | 3:06  |
| 13. | Jet Set (featuring Tai Elton Phillips)                 | | 2:46  |
| 14. | California (featuring AMG)                             | | 3:15  |